# Gary van Egmond
Gary Rudy Peter van Egmond (ur. 29 czerwca 1965 w Sydney) – australijski piłkarz występujący na pozycji obrońcy. Trener piłkarski. Ojciec piłkarki, Emily van Egmond.

## Kariera klubowa
Van Egmond karierę rozpoczynał w 1983 roku w zespole APIA Leichhardt z National Soccer League. Spędził tam dwa sezony, a potem występował w innych klubach NSL – Blacktown City, Footscray JUST oraz Marconi Fairfield. W 1990 roku przeszedł do holenderskiej Rody JC Kerkrade. W Eredivisie zadebiutował 2 września 1990 w przegranym 1:3 meczu z FC Groningen. W sezonie 1990/1991 w barwach Rody rozegrał 10 spotkań.
W 1991 roku van Egmond wrócił do Marconi. W sezonie 1992/1993 zdobył z nim mistrzostwo NSL. Graczem Marconi był przez pięć sezonów. Potem grał w drużynach Wollongong Wolves, Bonnyrigg White Eagles, Blacktown City oraz Manly Warringah Dolphins, gdzie w 2001 roku zakończył karierę.

## Kariera reprezentacyjna
W 1988 roku van Egmond został powołany do reprezentacji Australii na letnie igrzyska olimpijskie. W przegranym 0:3 meczu fazy grupowej z Brazylią, zadebiutował w kadrze. Tamten turniej Australia zakończyła na ćwierćfinale.
W latach 1988–1989 w drużynie narodowej van Egmond rozegrał 8 spotkań.

## Kariera trenerska
Van Egmond karierę rozpoczynał jako grający trener Manly Warringah Dolphins. Następnie, dwukrotnie prowadził Newcastle United Jets. W sezonie 2007/2008 zdobył z nim mistrzostwo A-League, a także został uznany trenerem sezonu.